# Anthaxia chevrieri
Anthaxia chevrieri es una especie de escarabajo del género Anthaxia, familia Buprestidae. Fue descrita científicamente por Gory & Laporte en 1839.